# Letsie 3. af Lesotho
Letsie 3. (født 17. juli 1963) var konge af Lesotho i 1990-95 mens hans far var i eksil, og blev konge igen i 1996.

## Ægteskab og børn
Kong Letsie giftede sig i 2000 med Karabo Motšoeneng, med hvem han har tre børn:
- Prinsesse Mary Senate Mohato Seeiso, født 7. oktober 2001 på Maseru Private Hospital i Maseru .
- Prinsesse 'Maseeiso Mohato Seeiso, født 20. november 2004 i Maseru.
- Prins Lerotholi David Mohato Bereng Seeiso, født 18. april 2007 i Maseru.